# 小松光彦
小松 光彦（こまつ みつひこ、1895年（明治28年）8月21日 - 1972年（昭和47年）11月3日）は、日本の陸軍軍人。最終階級は陸軍中将。

## 経歴
高知県出身。陸軍大佐・小松栄の養子となる。海南中学校（現高知県立高知小津高等学校）、大阪陸軍地方幼年学校、中央幼年学校を経て、1917年（大正6年）5月、陸軍士官学校（29期）を卒業。同年12月、歩兵少尉に任官し近衛歩兵第3連隊付となる。1926年（大正15年）12月、陸軍大学校（38期）を卒業し近衛歩兵第3連隊中隊長に就任。
1928年（昭和3年）3月、陸軍省軍務局勤務となり、1931年（昭和6年）3月から1933年（昭和8年）5月までドイツに駐在。この間、1932年（昭和7年）8月、歩兵少佐に昇進。1933年5月、歩兵第30連隊大隊長に就任。1934年（昭和9年）1月、陸軍省副官兼陸軍大臣秘書官となり、1936年（昭和11年）8月、歩兵中佐に進んだ。1937年（昭和12年）3月、陸大教官に転じ、1938年（昭和13年）7月、歩兵大佐に昇進し人事局徴募課長に就任。1939年（昭和14年）1月、兵務局兵備課長に転じた。
1940年（昭和15年）11月、陸軍兵器本廠付として日独伊三国混合委員会専門委員随員となり、1941年（昭和16年）1月、東京を出発し、同年2月、ドイツ大使館付武官補佐官に就任。同年10月、陸軍少将に昇進。1943年（昭和18年）1月、ドイツ大使館付武官に就任。1945年（昭和20年）3月、陸軍中将に進んだ。ドイツ降伏に伴い、同年7月、ドイツを出発。1946年（昭和21年）1月、ドイツ大使館付武官を免官となり、同年2月に復員した。
1947年（昭和22年）11月28日、公職追放仮指定を受けた。